# Championnats de Mongolie de cyclisme sur route
Les championnats de Mongolie de cyclisme sur route sont organisés tous les ans.

## Podiums des championnats masculins

### Course en ligne
| Année     | Vainqueur                 | Deuxième                  | Troisième                 |
| --------- | ------------------------- | ------------------------- | ------------------------- |
| 2001      | Jamsran Ulzii-Orshikh     | Khuyagt Purevsuren        | T. Davaatogtokh           |
| 2002      | ?                         | ?                         | ?                         |
| 2003      | Jamsran Ulzii-Orshikh     | Khuyagt Purevsuren        | Jabkhlantur               |
| 2004      | Pas de compétition        | Pas de compétition        | Pas de compétition        |
| 2005      | Jamsran Ulzii-Orshikh     | Ariunbold Naranbat        | Boldbaatar Bold-Erdene    |
| 2006      | Jamsran Ulzii-Orshikh     | Ariunbold Naranbat        | Boldbaatar Bold-Erdene    |
| 2007      | Jamsran Ulzii-Orshikh     | Tuulkhangai Tuguldur      | Khayankhyarvaa Uuganbayar |
| 2008      | Khayankhyarvaa Uuganbayar | Bold-Erdene Boldbaatar    | Tuulkhangai Tuguldur      |
| 2009      | Boldbaatar Bold-Erdene    | Khayankhyarvaa Uuganbayar | Jamsran Ulzii-Orshikh     |
| 2010      | Tuulkhangai Tuguldur      | Sonomtseren Delgerbayar   | Jamsran Ulziibaatar       |
| 2011      | Altanzul Altansukh        | Tuulkhangai Tuguldur      | Jamsran Ulziibaatar       |
| 2012-2013 | ?                         | ?                         | ?                         |
| 2014      | Munkhtulga Erdenesuren    | Maral-Erdene Batmunkh     | Tuguldur Tuulkhangai      |
| 2015      | Altanzul Altansukh        | Munkhtulga Erdenesuren    | Tuguldur Tuulkhangai      |
| 2016      | Myagmarsuren Baasankhuu   | Tuguldur Tuulkhangai      | Enkhtaivan Bolor-Erdene   |
| 2017      | Altanzul Altansukh        | Maral-Erdene Batmunkh     | Enkhtaivan Bolor-Erdene   |
| 2018      | Maral-Erdene Batmunkh     | Enkhtaivan Bolor-Erdene   | Gantumur Bat-Orshikh      |
| 2019      | Narankhuu Baterdene       | Jambaljamts Sainbayar     | Maral-Erdene Batmunkh     |
| 2020      | Maral-Erdene Batmunkh     | Bilguunjargal Erdenebat   | Myagmarsuren Baasankhuu   |
| 2021      | Enkhtaivan Bolor-Erdene   | Munkhtulga Erdenesuren    | Gantumur Bat-Orshikh      |
| 2022      | Maral-Erdene Batmunkh     | Bilguunjargal Erdenebat   | Jambaljamts Sainbayar     |
| 2023      | Jambaljamts Sainbayar     | Tegshbayar Batsaikhan     | Bilguunjargal Erdenebat   |
| 2024      | Bilguunjargal Erdenebat   | Narankhuu Bat-Erdene      | Tegshbayar Batsaikhan     |
| 2025      | Tegshbayar Batsaikhan     | Enkhtaivan Bolor-Erdene   | Maral-Erdene Batmunkh     |

### Contre-la-montre
| Année     | Vainqueur                 | Deuxième                  | Troisième                 |
| --------- | ------------------------- | ------------------------- | ------------------------- |
| 2003      | Jamsran Ulzii-Orshikh     | Khandorj Batdori          | Khuyagt Purevsuren        |
| 2004      | Pas de compétition        | Pas de compétition        | Pas de compétition        |
| 2005      | Jamsran Ulzii-Orshikh     | Boldbaatar Bold-Erdene    | Khuyagt Purevsuren        |
| 2006      | Jamsran Ulzii-Orshikh     | Boldbaatar Bold-Erdene    | Khuyagt Purevsuren        |
| 2007      | Khayankhyarvaa Uuganbayar | Tuulkhangai Tuguldur      | Jamsran Ulzii-Orshikh     |
| 2008      | Tuulkhangai Tuguldur      | Khayankhyarvaa Uuganbayar | Bold-Erdene Boldbaatar    |
| 2009      | Boldbaatar Bold-Erdene    | Tuulkhangai Tuguldur      | Khuyagt Purevsuren        |
| 2010      | Tuulkhangai Tuguldur      | Khuyagt Purevsuren        | Khayankhyarvaa Uuganbayar |
| 2011      | Myagmarsuren Baasankhuu   | Altanzul Altansukh        | Tuulkhangai Tuguldur      |
| 2012-2014 | ?                         | ?                         | ?                         |
| 2015      | Tuguldur Tuulkhangai      | Altanzul Altansukh        | Erdenebat Altan-ochir     |
| 2016      | Maral-Erdene Batmunkh     | Tuguldur Tuulkhangai      | Enkhtaivan Bolor-Erdene   |
| 2017      | Maral-Erdene Batmunkh     | Enkhtaivan Bolor-Erdene   | Bilguunjargal Erdenebat   |
| 2018      | Maral-Erdene Batmunkh     | Enkhtaivan Bolor-Erdene   | Tuguldur Tuulkhangai      |
| 2019      | Enkhtaivan Bolor-Erdene   | Jambaljamts Sainbayar     | Tuguldur Tuulkhangai      |
| 2020      | Enkhtaivan Bolor-Erdene   | Maral-Erdene Batmunkh     | Tegshbayar Batsaikhan     |
| 2021      | Maral-Erdene Batmunkh     | Enkhtaivan Bolor-Erdene   | Tegshbayar Batsaikhan     |
| 2022      | Jambaljamts Sainbayar     | Enkhtaivan Bolor-Erdene   | Maral-Erdene Batmunkh     |
| 2023      | Maral-Erdene Batmunkh     | Jambaljamts Sainbayar     | Tegshbayar Batsaikhan     |
| 2024      | Jambaljamts Sainbayar     | Tegshbayar Batsaikhan     | Bilguunjargal Erdenebat   |
| 2025      | Jambaljamts Sainbayar     | Tegshbayar Batsaikhan     | Maral-Erdene Batmunkh     |

### Course en ligne espoirs
| Année | Vainqueur               | Deuxième              | Troisième               |
| ----- | ----------------------- | --------------------- | ----------------------- |
| 2018  | Jambaljamts Sainbayar   | Tegshbayar Batsaikhan | Bilguunjargal Erdenebat |
| 2019  | Bilguunjargal Erdenebat | Tegshbayar Batsaikhan | Ayush-Ochir Sugarmaa    |
| 2020  | Ayush-Ochir Sugarmaa    | Bold Iderbold         | Amartuvshin Battsengel  |
| 2022  | Amartuvshin Battsengel  | Batbaatar Batsambuu   | Khankuu Battsengel      |

### Contre-la-montre espoirs
| Année | Vainqueur              | Deuxième                | Troisième              |
| ----- | ---------------------- | ----------------------- | ---------------------- |
| 2019  | Tegshbayar Batsaikhan  | Bilguunjargal Erdenebat | Ayush-Ochir Sugarmaa   |
| 2020  | Ayush-Ochir Sugarmaa   | Amartuvshin Battsengel  | Bold Iderbold          |
| 2021  | Ayush-Ochir Sugarmaa   | Amartuvshin Battsengel  | Erkhes Davaasambuu     |
| 2022  | Amartuvshin Battsengel | Batbaatar Batsambuu     | Zorigt Gantumur        |
| 2023  | Amartuvshin Battsengel | Temuulen Khadbaatar     | Davaajargal Altangerel |

## Podiums des championnats féminins

### Course en ligne
| Année | Vainqueur                | Deuxième                 | Troisième                |
| ----- | ------------------------ | ------------------------ | ------------------------ |
| 2005  | Jamsran Ulziisolongo     | Baatar Erdenetsjimeg     | Ayush Amar Tsetsegjargal |
| 2006  | Jamsran Ulziisolongo     | Baatar Erdenetsjimeg     | Enkhtaivan Enkhtsetseg   |
| 2007  | Jamsran Ulziisolongo     | Solongo Tserenlkham      | Ayush Amar Tsetsegjargal |
| 2008  | Jamsran Ulziisolongo     | Solongo Tserenlkham      | Dagvadorj Erdenechimeg   |
| 2009  | Jamsran Ulziisolongo     | Solongo Tserenlkham      | Baatar Orkhontuya        |
| 2010  | Jamsran Ulziisolongo     | Solongo Tserenlkham      | Baatar Orkhontuya        |
| 2011  | Solongo Tserenlkham      | Jamsran Ulziisolongo     | Baatar Orkhontuya        |
| 2015  | Enkhjargal Tuvshinjargal | Solongo Tserenlkham      | Jamsran Ulziisolongo     |
| 2016  | Enkhjargal Tuvshinjargal | Solongo Tserenlkham      | Jamsran Ulziisolongo     |
| 2017  | Jamsran Ulziisolongo     | Baatar Orkhontuya        | Enkhjin Gantogtokh       |
| 2018  | Jamsran Ulziisolongo     | Enkhjargal Tuvshinjargal | Zoljargal Narantuya      |
| 2019  | Anujin Jinjiibadam       | Solongo Tserenlkham      | Ulziinyam Nyamtumur      |
| 2020  | Anujin Jinjiibadam       | Misheel Batzaya          | Solongo Tserenlkham      |
| 2021  | Solongo Tserenlkham      | Enkhjin Gantogtokh       | Anujin Jinjiibadam       |
| 2022  |                          |                          |                          |
| 2023  | Anujin Jinjiibadam       | Solongo Tserenlkham      | Uyanga Erdenebaatar      |
| 2024  |                          |                          |                          |

### Contre-la-montre
| Année | Vainqueur                | Deuxième                 | Troisième                |
| ----- | ------------------------ | ------------------------ | ------------------------ |
| 2005  | Jamsran Ulziisolongo     | Enkhtaivan Enkhtsetseg   |                          |
| 2006  | Jamsran Ulziisolongo     | Enkhtaivan Enkhtsetseg   |                          |
| 2007  | Jamsran Ulziisolongo     | Solongo Tserenlkham      | Ayush Amar Tsetsegjargal |
| 2008  | Jamsran Ulziisolongo     | Solongo Tserenlkham      | Batjargal Telmen         |
| 2009  | Solongo Tserenlkham      | Jamsran Ulziisolongo     | Duger Munguntuya         |
| 2010  | Jamsran Ulziisolongo     | Baatar Orkhontuya        | Solongo Tserenlkham      |
| 2011  | Jamsran Ulziisolongo     | Solongo Tserenlkham      | Baatar Orkhontuya        |
| 2015  | Enkhjargal Tuvshinjargal | Jamsran Ulziisolongo     | Solongo Tserenlkham      |
| 2016  | Enkhjargal Tuvshinjargal | Jamsran Ulziisolongo     | Solongo Tserenlkham      |
| 2017  | Jamsran Ulziisolongo     | Baatar Orkhontuya        | Enkhjin Gantogtokh       |
| 2018  | Jamsran Ulziisolongo     | Enkhjargal Tuvshinjargal | Bayandalai Gantulga      |
| 2019  | Solongo Tserenlkham      | Anujin Jinjiibadam       | Zoljargal Narantuya      |
| 2020  | Anujin Jinjiibadam       | Solongo Tserenlkham      | Misheel Batzaya          |
| 2021  | Anujin Jinjiibadam       | Solongo Tserenlkham      | Sochigerel Ariuntsengel  |
| 2022  |                          |                          |                          |
| 2023  | Solongo Tserenlkham      | Anujin Jinjiibadam       | Gereltuya Battulga       |
| 2024  |                          |                          |                          |